# Sveta Marija na Krasu (Umag)
Pour les articles homonymes, voir Sveta Marija na Krasu.
Sveta Marija na Krasu (en italien : Madonna del Carso) est une localité de Croatie située en Istrie, dans la municipalité d'Umag, dans le comitat d'Istrie. En 2001, la localité comptait 293 habitants.

## Démographie
| 1948 | 1953 | 1961 | 1971 | 1981 | 1991 | 2001 |
| ---- | ---- | ---- | ---- | ---- | ---- | ---- |
| 272  | 195  | 201  | 173  | 151  | 207  | 293  |